# Treppo Grande

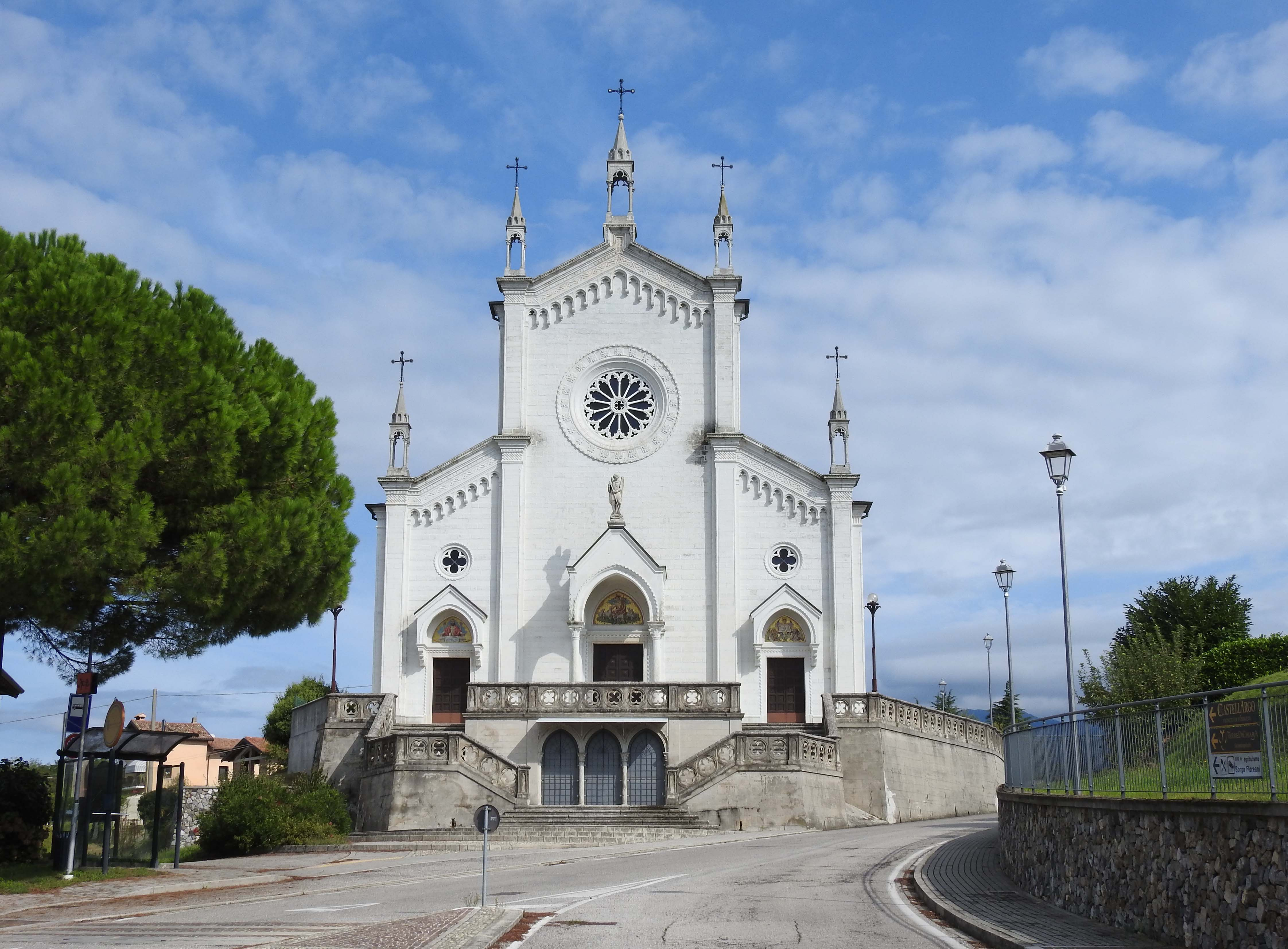
Pfarrkirche im Ortsteil Vendoglio

Treppo Grande (furlanisch Trep Grant) ist eine italienische Gemeinde in der Region Friaul-Julisch Venetien mit 1715 Einwohnern (Stand 31. Dezember 2023).

## Geografie
Treppo Grande liegt in einer flachhügeligen Topografie etwa zehn Kilometer von den angrenzenden Alpen entfernt. Nach dem südöstlich gelegenen Triest sind es etwa 80 Kilometer, Udine liegt etwa 15 Kilometer südlich.
Nachbargemeinden sind Buja, Cassacco, Colloredo di Monte Albano, Magnano in Riviera und Tricesimo.

## Partnerschaften
Partnergemeinden sind die österreichische Gemeinde Straßburg (seit 2000) und die italienische Gemeinde Scheggia e Pascelupo in Umbrien.